# این زمینی‌ها
این زمینی‌ها یک مجموعه تلویزیونی محصول سال ۱۳۷۹ به کارگردانی مسعود شاه‌محمدی، نویسندگی مسعود شاه‌محمدی و تهیه‌کنندگی ایرج محمدی می‌باشد که از شبکه تهران پخش شد.

## بازیگران
- لاله صبوری در نقش ستاره
- امیرحسین صدیق در نقش مسعود
- محبوبه بیات
- سیامک انصاری
- شهنام شهابی در نقش رضا پسر شیرین
- ژاله صامتی
- مریم سعادت در نقش خاله،خاله ی شیرین و مسعود
- علی عمرانی
- مریم کاظمی در نقش شیرین مادر رضا[۱]
- بهنوش بختیاری
- مهران ضیغمی
- افشین سنگ‌چاپ
- کاوه آهنگر